# 上海崇明机场
上海崇明机场，又称长江机场，位于上海市崇明区东平镇桂林新村居委会辖境内。因当时此地属长江农场而得名。在长江农场境内，东北部濒长江北泓道，东领前进农场，西接东风农场。
建于1990年代，是目前中国空军现代化程度比较高的机场。崇明机场已被确定为全空军各机种适应濒海作战的轮训机场。不向公众开放。